# Стражище (Церкниця)
Стражище (словен. Stražišče) — поселення в общині Церкниця, Регіон Нотрансько-крашка, Словенія. Висота над рівнем моря: 887,9 м.